# Cethegus (Mythologie)
Cethegus ist eine Gestalt der römischen Mythologie, die in Vergils Aeneis als Kämpfer aufseiten der Latiner auftritt.
In einer hin- und herwogenden Kampfszene, in der Vergil zahlreiche untergeordnete Kämpfer von der Hand mal des Turnus, mal des Aeneas fallen lässt, wird auch der tapfere Cethegus genannt. Er wird von Aeneas getötet. Unter den in dieser Szene getöteten Kämpfern der Latiner ist Cethegus der einzige, der anhand des Namens als Latiner zu erkennen ist, denn Cethegus ist ein römisches Cognomen, das vor allem in der gens der Cornelier verbreitet war. Demgegenüber trugen die anderen Kämpfer – Talon, Tanais, Onites – griechische Namen, Onites wird als Sohn des Echion gar mit den Gründungsmythen des böotischen Theben verknüpft.